# ۱۲۴۹ (قمری)
۱۲۴۹ (قمری)، هزار و دویست و چهل و نهمین سال در گاهشماری هجری قمری است. اول محرم این سال برابر با بیست و یکم مه سال ۱۸۳۳ میلادی است.

## درگذشتگان
- ۹ صفر: میرزا محمدرحیم دوم شیخ الاسلام شیخ الاسلام اصفهان

## وابسته
- مرتضی انصاری
- عباس میرزا